# Просо
 Тази статия е за групата зърнени култури.  За биологичния таксон вижте Просо (род).  
Просото се отглежда заради зърното, а предназначението на тази суровина в различните части на земното кълбо е твърде различно. Просо се наричат няколко биологични вида, които не са обединени в таксономична група, но повечето влизат в подсемейство Panicoideae на семейство Poaceae.
В България зърното от просо се използва предимно за храна на продуктивни и декоративни птици, и е традиционната суровина за варене на боза. Сламата от просо има висока хранителна стойност и се доближава до ливадното сено.
В тропичните страни просото е основна култура и там, освен за фуражи, зърното се използва за получаване на брашна и, съответно, на тестени изделия за храна на хората.
По разпределение в света, просото заема 5-о място след пшеницата, ориза, царевицата и ечемика, като се засява на почти 700 млн. декара. От тях 200 млн. декара е площта на просото в Индия. Поради високата сухоустойчивост на културата, големи производители са страните със сух климат. Средните добиви от културата са ниски (80 – 90 kg/декар).
В България от дълго време просото е като алтернативна култура и известно увеличаване на площта става при „отварянето“ на пазар за износ на продукцията. Предполага се, че площта не надвишава 10 000 декара, поради което просото заема едно от последните места сред зърнено-житните култури. Отглеждането на културата е съсредоточено в Тракийската низина.